# Завоеватель (фильм)
«Завоеватель» — американский фильм-киноэпопея 1956 года, снятый в формате CinemaScope. Режиссёр — Дик Пауэлл, автор сценария — Оскар Миллард; финансированием проекта занимался предприниматель Говард Хьюз. В главных ролях — Джон Уэйн, Сьюзан Хэйворд, Агнес Мурхед и Педро Армендарис.
Несмотря на «звёздный» актёрский состав и солидные кассовые сборы, фильм был встречен критически; «Завоеватель» считается одним из худших фильмов 50-х годов и одним из худших за всё время существования кинематографа. В 1978 году фильм был включён в книгу «Пятьдесят худших фильмов всех времён и народов». За свою роль Уэйн был посмертно назван «победителем» премии «Золотая индюшка».

## Сюжет
Около 1184 года «вождь меркитов» Таргутай сватает и увозит Бортэ — дочь татарского вождя Кумлека (исторически же меркитом, похитившим Бортэ, был Чильгир, брат вождя Тохтоа-беки). Но молодой монгольский вождь Тэмуджин влюбляется в Бортэ и крадёт её, ускоряя начало войны между племенами. Бортэ отвергает Тэмуджина. Позже во время набега Тэмуджин попадает в плен. Но Бортэ влюбляется в Тэмуджина и помогает ему бежать. Тэмуджин понимает, что был предан товарищем-монголом, и отправляется в путь, чтобы найти предателя и победить татар.

## В ролях
| Актёр            | Роль                                |
| ---------------- | ----------------------------------- |
| Джон Уэйн        | Тэмуджин, Чингис-хан                |
| Сьюзан Хэйворд   | Бортэ жена Тэмуджина                |
| Агнес Мурхед     | Оэлун мать Тэмуджина                |
| Педро Армендарис | Джамуха побратим Тэмуджина          |
| Томас Гомес      | Ван-хан побратим отца Тэмуджина     |
| Джон Хойт        | шаман                               |
| Уильям Конрад    | Хасар брат Тэмуджина                |
| Тед Де Корсия    | Кумлек                              |
| Лесли Брэдли     | «вождь меркитов» Таргутай (Чильгир) |
| Ли Ван Клиф      | Джэбэ                               |
| Питер Мамакос    | Боорчу                              |
| Лео Гордон       | татарский военачальник              |
| Ричард Лу        | военачальник Ван-хана               |
| Майкл Уэйн       | стражник (в титрах не указан)       |
| Патрик Уэйн      | (в титрах не указан)                |

## Производство
Съёмки велись с середины мая до 5 августа 1954 года на территории штата Юта (Сноу-Кэньон, Уорнер Вэлли, Пайн Вэлли, Лидс, Харрисбург). Часть материала была отснята около города Сент-Джордж, в 220 километрах (137 милях) от Невадского испытательного полигона, на котором в 1953 году в рамках операции «Апшот-Нотхоул» было проведено 11 наземных испытаний ядерного оружия. Создатели фильма знали о проводившейся операции, однако власти заверили их в том, что её последствия не причинят вреда. В зоне, подвергшейся сильному радиационному заражению, съёмочная группа провела несколько недель; сохранились даже фотографии, на которых Уэйн держит счётчик Гейгера-Мюллера. По решению Хьюза в Голливуд на специальном корабле было доставлено 60 тонн почвы для воссоздания местности Юты при повторных съёмках в студии. По данным статьи журнала People, опубликованной в ноябре 1980 года, раковые заболевания впоследствии были выявлены у 91 из 220 членов съёмочной группы, и для 46 из них они стали причиной смерти. Режиссёр Пауэлл умер в январе 1963 года; в том же году, узнав о последней стадии своей болезни, совершил самоубийство Армендарис. От рака также умерли Мурхед (1974), Хэйворд (1975), Уэйн (1979) и Хойт (1991). При этом данные People не учитывают индейцев навахо, задействованных в массовке, а также родственников некоторых актёров, посещавших съёмочную площадку: так, у Майкла Уэйна (сын Джона Уэйна) был диагностирован рак кожи; доброкачественные опухоли были выявлены у брата Майкла Патрика, а также сына Хейворд Тима Баркера.
Скептики, однако, указывают и на другие факторы, которые могли спровоцировать болезнь, в частности, курение: так, Уэйн и Мурхед были заядлыми курильщиками, и сам Уэйн считал, что его рак желудка стал результатом привычки выкуривать до шести пачек сигарет в день.
По имеющимся сведениям, Хьюз чувствовал огромную вину в связи со случившимся. Выкупив каждую существующую копию фильма за 12 млн $, в течение 17 лет он держал их вне обращения и следил за тем, чтобы фильм не показывали по телевидению. Возможность переиздания ленты было получена студией Paramount лишь в 1974 году. Спустя ещё пять лет права на фильм приобрела Universal. «Завоеватель» был одним из фильмов, которые Хьюз постоянно пересматривал в последние годы жизни.

## Релиз
Британский совет по классификации фильмов присвоил «Завоевателю» классификацию А, но также потребовал сокращения некоторых частей для соответствия рейтингу. Премьера фильма состоялась 2 февраля 1956 года в Лондоне. 22 февраля фильм был показан в Лос-Анджелесе, а официальный релиз состоялся 28 марта 1956 года.
После того, как компания Universal выкупила права на фильм, «Завоеватель» был выпущен на DVD как часть «Vault Series» 12 июня 2012 года.

### Принятие со стороны критиков
«Завоеватель» был включён в книгу Джона Уилсона (основателя премии «Золотая малина») «Официальный путеводитель по лауреатам „Золотой малины“» как один из ста самых увлекательных «плохих» фильмов, снятых когда-либо.

### Сборы
Фильм занял одиннадцатое место по сборам в Северной Америке в 1956 году, заработав в прокате 4,5 миллиона долларов.